# Flemming Meyer
Flemming Meyer (født 13. december 1951 i Sønderborg) er en dansk-sydslesvigsk politiker og tidligere landdagsmand og formand for Sydslesvigsk Vælgerforening (SSW).

## Liv og karriere
Flemming Meyer er søn af tidligere formand og landdagsmedlem for SSW, Karl Otto Meyer. Han er student fra Duborg-Skolen i Flensborg i 1971 og uddannet folkeskolelærer fra den pædagogiske højskole (PH) i Flensborg i 1975. Han har undervist i matematik, tysk og samfundsfag i det danske mindretals skoler i Humtrup, Valsbøl og Hanved.
Siden 1966 har han været medlem af SSW og var fra 1991 til 1999 kredsformand for partiet i Flensborg. I 2003 blev han medlem af partiets ledelse og i september 2005 blev han endelig partiets formand, ligesom han siden 1989 har repræsenteret partiet i Slesvig-Flensborg kreds; fra 2003 også som gruppeformand.
I 2009 og igen i 2012 blev han valgt til landdagen i Kiel, hvor han virkede inden for sundheds-, arbejds-, social-, landbrugs-, miljø- og energipolitikken. I august 2020 forlod han landdagen, men fortsatte som SSW-landsformand indtil oktober 2021. Nyt landsdagsmedlem for SSW blev Christian Dirschauer. I oktober 2021 blev Dirschauer også valgt som den ny landsformand for SSW.